# Karl Schuster (Widerstandskämpfer)
Karl Schuster (* 25. Januar 1896 in Neuwallwitz; † 29. Juni 1978 in Berlin) war ein deutscher KPD-Funktionär. Während der Weimarer Republik gehörte er in leitender Funktion dem Nachrichtenapparat der KPD an. Während des Nationalsozialismus verbüßte er eine mehrjährige Zuchthausstrafe und war längere Zeit im KZ Sachsenhausen inhaftiert. In Freiheit war er in der illegalen Parteiarbeit tätig und gehörte zum Netzwerk der sogenannten „Roten Kapelle“.

## Leben
Schuster stammte aus einer Arbeiterfamilie und absolvierte eine Lehre zum Maurer. Ab 1916 nahm er als Soldat am Ersten Weltkrieg teil. Gegen Ende des Krieges geriet er in britische Kriegsgefangenschaft, aus der er 1919 zurückkehrte.
Am 1. Januar 1920 trat Schuster in die KPD ein, in der er ab 1924 die Nachrichtenabteilungen mehrerer Bezirksleitungen leitete. Seit 1925 gehörte es zu seinen Aufgaben, Angehörige des Rotfrontkämpferbundes in der Handhabung von Waffen zu unterrichten und militärpolitisch zu schulen. 1929/30 absolvierte eine militärpolitische Ausbildung in Moskau, um anschließend die Führung eines Gaus des inzwischen verbotenen Rotfrontkämpferbundes in Niedersachsen zu übernehmen. Er leitete auch den dortigen Nachrichtenapparat der KPD und wurde dann in der Betriebsberichterstattung (BB-Apparat) im Bezirk Wasserkante eingesetzt. Mitte 1932 ging Schuster nach Berlin zum Antimilitärischen Apparat des Zentralkomitees, wo er in leitender Position mit Rudolf Schwarz zusammenarbeitete.
Nach der nationalsozialistischen „Machtergreifung“ wurde er im Dezember 1933 verhaftet. Gemeinsam mit Hermann Dünow und Arthur Lange wurde er 1935 vor dem Volksgerichtshof angeklagt und zu drei Jahren Zuchthaus verurteilt. Ab Januar 1936 war er im KZ Sachsenhausen inhaftiert. Im April 1939 wurde er kurzzeitig freigelassen, um im Oktober 1939 erneut verhaftet und in Sachsenhausen inhaftiert zu werden. 1942 wurde er wieder entlassen. Er schloss sich der Berliner Parteiorganisation an und fungierte bis zu seiner erneuten Verhaftung im August 1944 als Verbindungsmann  zur Leitung der Chemnitzer Parteiorganisation. Er gehörte zum Netzwerk der sogenannten „Roten Kapelle“ und hielt Kontakt zu Martin Weise. Zu Schusters Gruppe gehörte der Arzt Heinrich Erdmann.
Die Befreiung vom Nationalsozialismus erlebte er Anfang Mai 1945 in Sachsen. In Neuhohelinde (Oederan) meldete er sich beim Stab der Roten Armee und wurde als deutscher Kommunist anerkannt. Er ging nach Berlin und wurde im Stadtbezirk Mitte wieder für die KPD aktiv. In der Sowjetischen Besatzungszone wurde er im August 1945 Referent in der Zentralverwaltung für Verkehr und 1947 Chef der Personalabteilung in der Zentralverwaltung für deutsche Umsiedler, anschließend wechselte er in die Hauptverwaltung Bauindustrie der Deutschen Wirtschaftskommission. Später arbeitete Schuster beim Rat des Stadtbezirks Berlin-Köpenick.
Karl Schuster starb am 29. Juni 1978 im Alter von 82 Jahren und wurde am 20. Juli 1978 auf dem Zentralfriedhof Friedrichsfelde bestattet.

## Auszeichnungen
- Medaille für Kämpfer gegen den Faschismus 1933 bis 1945
- 1971 Vaterländischer Verdienstorden in Silber und 1976 in Gold